# Harrisia pomanensis
Harrisia pomanensis är en kaktusväxtart som först beskrevs av Frédéric Albert Constantin Weber och Karl Moritz Schumann, och fick sitt nu gällande namn av Nathaniel Lord Britton och Joseph Nelson Rose. Harrisia pomanensis ingår i släktet Harrisia och familjen kaktusväxter. Inga underarter finns listade i Catalogue of Life.

## Bildgalleri

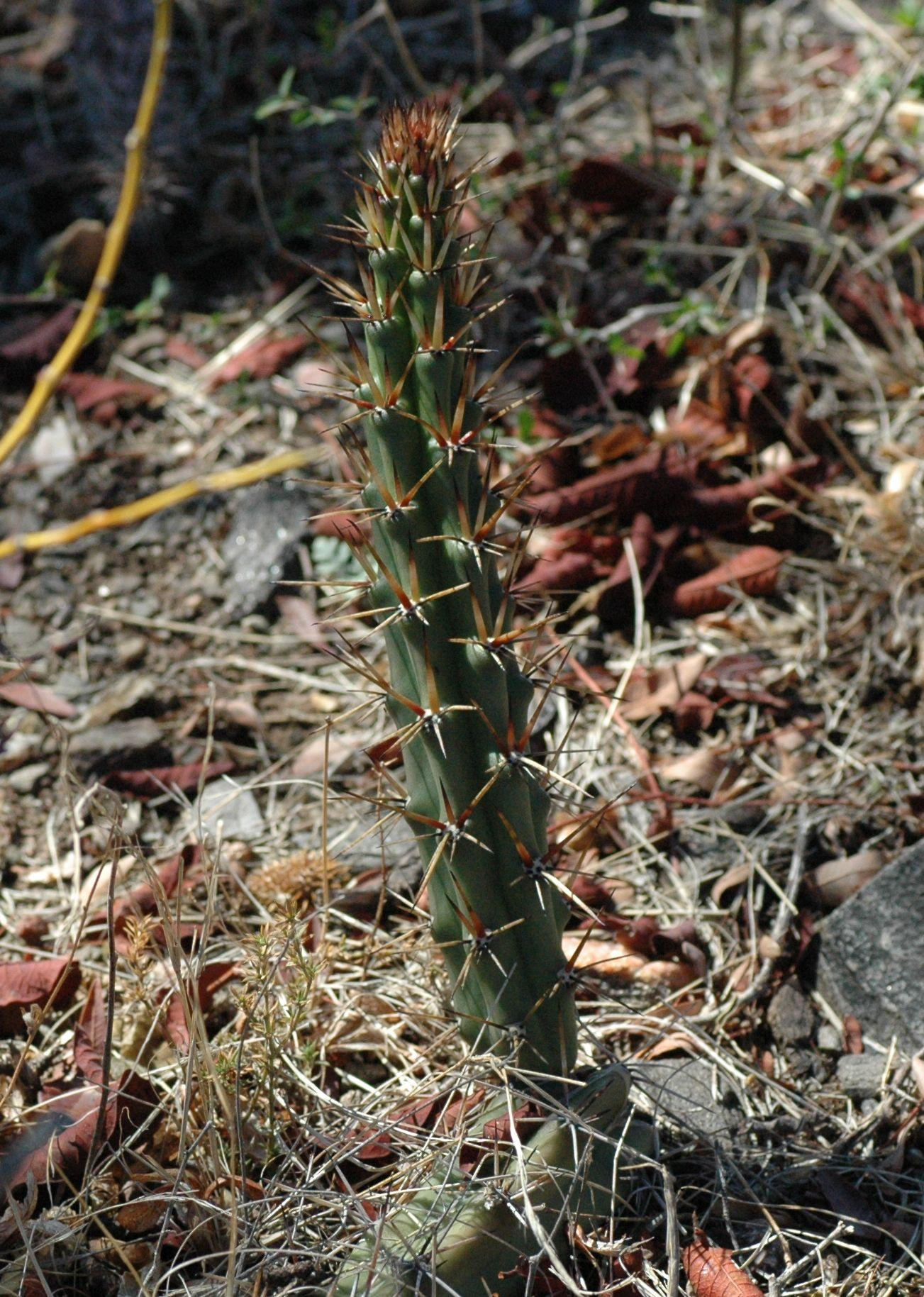